# NGC 5830
NGC 5830 ist eine 14,3 mag helle spiralförmige Radiogalaxie vom Hubble-Typ Sb im Sternbild Bärenhüter. Sie ist rund 384 Millionen Lichtjahre von der Milchstraße entfernt.
Sie wurde am 23. April 1887 von Lewis A. Swift entdeckt.